# Frank Wolff
Walter Frank Hermann Wolff (ur. 11 maja 1928 w San Francisco, zm. 12 grudnia 1971 w Rzymie) – amerykański aktor. Karierę rozpoczynał w filmach Rogera Cormana, później kojarzony z włoskimi spaghetti westernami.

## Filmografia
- 1962: Cztery dni Neapolu (Le quattro giornate di Napoli) jako Salvatore
- 1963: Ameryka, Ameryka (America America) jako Vartan Damadian
- 1967: Bóg wybacza - ja nigdy (Dio perdona... io no!) jako Bill San Antonio
- 1968: Pewnego razu na Dzikim Zachodzie (C’era una volta il West) jako Brett McBain
- 1968: Człowiek zwany Ciszą (Il grande silenzio) jako szeryf Gideon Burnett
- 1970: Metello jako Betto